# Peter Willmann (Politiker)
Peter Willmann (* 1938 in Heidelberg; † 29. August 2007 in Basel) war ein deutscher Politiker der CDU und Jurist. Er war von 1984 bis 2000 Oberbürgermeister der Stadt Weil am Rhein.
Im Jahr 1969 kam Peter Willmann, der promovierter Jurist war, zur Stadtverwaltung in die südbadische Stadt Weil am Rhein und war damals als Bürgermeister der jüngste Beigeordnete im Land. 1984 trat er gegen den SPD-Kandidaten Alexander Gramlich als Kandidat zum Oberbürgermeisteramt an und entschied die Wahl mit 65 % der Stimmen. In seine Amtszeit fiel der Bau des Laguna-Badelandes, was bereits unter seinem Vorgänger Otto Boll beschlossen worden war. Er war ebenso Verfechter der Idee, die Landesgartenschau nach Weil am Rhein zu holen. Beide Projekte belasteten den städtischen Haushalt erheblich. 1991 strebte Willmann zusammen mit seinem Lörracher Amtskollegen Rainer Offergeld an, die beiden benachbarten Städte zu einem Oberzentrum aufzustocken. 1992 stellte Willmann sich erneut der Wahl und wurde mit 85 % im Amt bestätigt. Unter seiner Führung der Stadt konnte er 1999 die Gartenschau Grün 99 eröffnen. Weiterhin wurde in seiner Amtszeit die Innenstadt saniert und im Stadtteil Friedlingen Gewerbeansiedlungen realisiert.

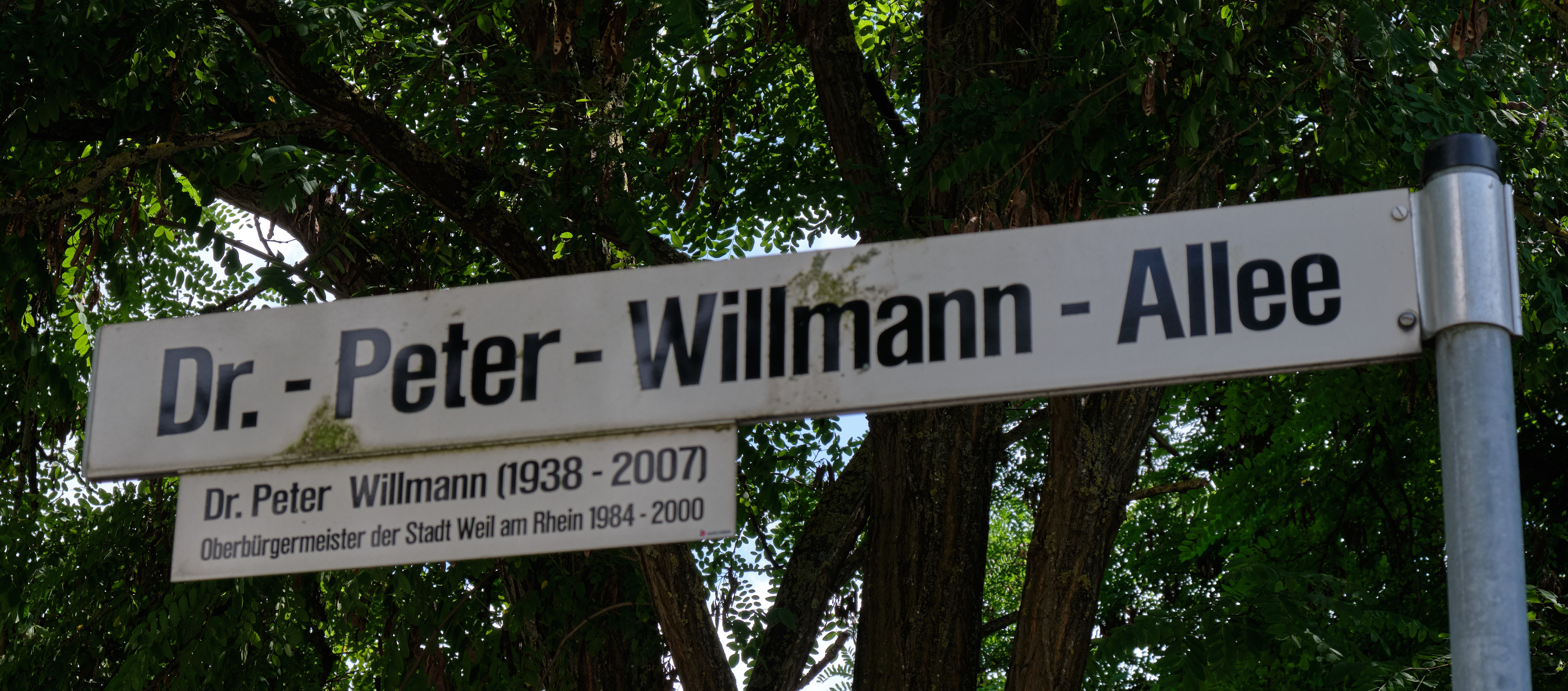
Schild der nach Willmann benannten Straße

Peter Willmann verstarb 2007 mit 69 Jahren in einem Krankenhaus in Basel. Er war verheiratet und hatte eine Tochter und einen Sohn. Nach Willmann wurde die Dr.-Peter-Willmann-Allee im Weiler Dreiländergarten benannt.